# Tommy Gunn

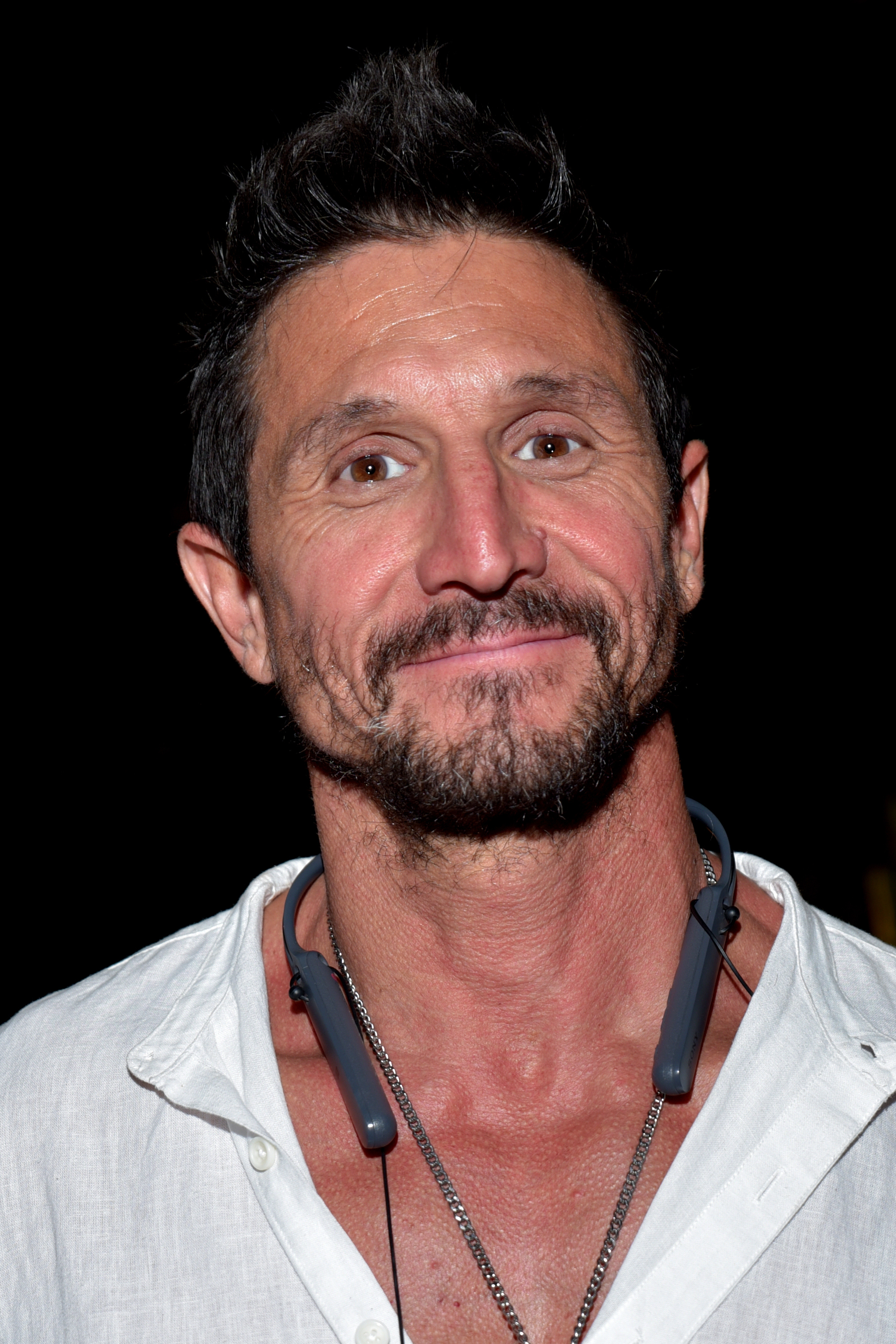
Tommy Gunn (2019)

Tommy Gunn (* 13. Mai 1967 in Cherry Hill, New Jersey als Thomas Joseph Strada) ist ein US-amerikanischer Pornodarsteller.

## Leben
Tommy Gunn begann in seiner Jugend mit Bodybuilding und war einige Jahre als Stripper beschäftigt. Seine Karriere als Pornodarsteller startete im Jahr 2003 und wurde bekannt für seine Rolle des Capt. Victor Stagnetti in dem Film Pirates. Im selben Jahr wurde er erstmals mit einem AVN Award, hier als Newcomer, geehrt. 2007 wurde er neben drei Gruppenpreisen als „Performer des Jahres“ ausgezeichnet. Die nächsten Jahre folgten noch zahlreiche Nominierungen für den AVN Award. 2016 wurde er in der Adult Video News Hall of Fame aufgenommen, nachdem er an mehr als 1400 Produktionen mitgewirkt hatte.
Gunn war von 2005 bis 2007 mit der Pornodarstellerin Rita Faltoyano verheiratet.

## Filmografie (Auswahl)
- Jack’s Playground, Folge 16, 21, 22, 23, 31, 33 und 34 (2004, 2005, 2006, 2007)
- Camp Cuddly Pines Powertool Massacre (2005)
- Dark Angels 2 (2005)
- Pirates (2005)
- Manhunters (2006)
- Fuck (2006)
- Island Fever 4 (2006)
- Cheerleaders (2008)
- Shay Jordan Juice (2008)
- Hearts and Minds 2 - Modern Warfare (2008)
- Pirates II: Stagnetti’s Revenge (2008)
- The 8th Day (2009)
- Nurses (2009)
- Operation Desert Stormy (2009)
- 30 Rock: A XXX Parody (2009)
- Body Heat (2010)
- Speed (Pornofilm) (2010)
- Malice in Lalaland (2010)
- Saw: A Hardcore Parody (2010)
- Entourage (2010, Fernsehserie, eine Folge)
- Top Guns (2011)
- Riley Steele Satisfaction (2011)
- Babysitters 2 (2011)
- The Fighters (2011)
- Spartacus MMXII: The Beginning (2012)
- Code of Honor (2012)
- Wolverine XXX – An Axel Braun Parody (2013)
- Wolves (2014)
- X-Men XXX: An Axel Braun Parody (2014)
- 9 1/2 Weeks: An Erotic XXX Parody (2014)
- The Dating Game XXX: A Porn Parody (2014)
- Kill Bill – A XXX Parody (2015)
- Magic Mike XXXL: A Hardcore Parody (2015)
- Peter Pan XXX - An Axel Braun Parody (2015)
- Wanted (2015)

## Auszeichnungen
- 2004: XRCO Award: „New Stud“
- 2005: AVN Award: „Best Male Newcomer“
- 2006: XRCO Award: „Male Performer of the Year“
- 2006: AVN Award: „Best Supporting Actor-Video“
- 2006: AVN Award: „Best Couples Sex Scene - Video“ (zusammen mit Brittney Skye)
- 2006: Eroticline Award: „Bester Darsteller International“
- 2007: AVN Award: „Male Performer of the Year“[2]
- 2007: AVN Award: „Best Oral Sex Scene - Film“ in „FUCK“ (zusammen mit Ice LaFox, Eric Masterson, Marcos London und Mario Rossi)
- 2007: AVN Award: „Best POV Sex Scene“ (zusammen mit Naomi St. Claire)
- 2016: Aufnahme in die AVN Hall of Fame